# All Things Bright and Beautiful
All Things Bright and Beautiful è il terzo album del progetto musicale statunitense synthpop Owl City.
È stato pubblicato il 14 giugno 2011 dall'etichetta discografica Universal Republic.

## Tracce
1. The Real World – 3:34
2. Deer in the Headlights – 3:00
3. Angels – 3:40
4. Dreams Don't Turn to Dust – 3:44
5. Honey and the Bee (feat. Breanne Düren) – 3:44
6. Kamikaze – 3:27
7. January 28, 1986 (introduzione di Galaxies) – 0:37
8. Galaxies – 4:03
9. Hospital Flowers – 3:39
10. Alligator Sky (feat. Shawn Chrystopher) – 3:05
11. The Yacht Club (feat. Lights) – 4:32
12. Plant Life – 4:10

Bonus track iTunes:
1. How I Became the Sea – 4:25
2. Alligator Sky (solo version) – 3:15

Bonus track Galaxy Club:
1. Lonely Lullaby – 4:28

Bonus track versione Giapponese:
1. How I Became the Sea – 4:25
2. Shy Violet – 3:49
3. To the Sky – 3:40

- dalla colonna sonora del film Il regno di Ga'Hoole - La leggenda dei guardiani